# Pycnonotus brunneus
Pycnonotus brunneus là một loài chim trong họ Pycnonotidae.